# خبيب بن عبد الرحمن
خُبَيْب بن عبد الرحمن بن خبيب بن يساف بن عتبة بن عمرو بن خديج بن عامر بن جشام بن الحارث الأنصاري رجل من الأنصار مدني ثقة وأحد رواة الحديث النبوي. يكنى خبيب شيخ مالك، وقيل: يكنى أبا الحارث. روى أنس بن مالك عنه من مسندات الموطأ حديثان متصلان. وهو حفيد الصحابي خبيب بن إساف.

## رواية الحديث
لخبيب في الموطأ حديثان:
- الأول: عن مالك، عن خبيب بن عبد الرحمن الأنصاري، عن حفص بن عاصم، عن أبي سعيد الخدري أو عن أبي هريرة قال: قال رسول الله صلى الله عليه وسلم: «سبعة في ظل الله يوم لا ظل إلا ظله: إمام عادل ، وشاب نشأ في عبادة الله ، ورجل قلبه معلق بالمسجد إذا خرج منه حتى يعود إليه ، ورجلان تحابا في الله اجتمعا على ذلك وتفرقا ، ورجل ذكر الله عز وجل خاليا ففاضت عيناه ، ورجل دعته ذات حسب وجمال ، فقال: إني أخاف الله ، ورجل تصدق بصدقة فأخفاها حتى لا تعلم شماله ما تنفق يمينه».[2]
- الثاني: عن مالك، عن خبيب بن عبد الرحمن، عن حفص بن عاصم، عن أبي هريرة أو عن أبي سعيد الخدري أن رسول الله صلى الله عليه وسلم قال: «ما بين بيتي ومنبري روضة من رياض الجنة ومنبري على حوضي».[3]

وله في مسند الشافعي حديثان:
- أخبرنا إبراهيم بن محمد، أخبرني عمارة بن غزية، عن خبيب بن عبد الرحمن، عن حفص بن عاصم قال: سمع النبي صلى الله عليه وسلم رجلا يؤذن للمغرب فقال النبي صلى الله عليه وسلم مثل ما قال، فانتهى النبي صلى الله عليه وسلم إلى رجل وقد قامت الصلاة، فقال النبي صلى الله عليه وسلم: «انزلوا فصلوا المغرب بإقامة ذلك العبد الأسود».[4]

- أخبرنا إبراهيم بن محمد، حدثني عبد الله بن أبي بكر بن حزم، عن خبيب بن عبد الرحمن بن إساف، عن أم هشام بنت حارثة بن النعمان، «أنها سمعت النبي صلى الله عليه وسلم يقرأ بقاف وهو يخطب على المنبر يوم الجمعة، وإنها لم تحفظها إلا من النبي صلى الله عليه وسلم يوم الجمعة وهو على المنبر لكثرة ما كان النبي صلى الله عليه وسلم يقرأ بها يوم الجمعة على المنبر».[4]